# Elitserien 1985/1986
Sezóna 1985/1986 byla 11. sezonou Švédské ligy ledního hokeje. Mistrem se stal tým Färjestads BK. Poslední tým sestoupil a předposlední hrál baráž o udržení proti nejlepším celkům druhé ligy.
| Vysvětlivky                              |
| ---------------------------------------- |
| Tým nepostupující do semifinále play off |
| Tým hrající Kvalserien (baráž)           |
| Sestupující tým                          |

## Základní část
| Poř. | Tým            | Z  | V  | R | P  | Skóre     | B  |
| ---- | -------------- | -- | -- | - | -- | --------- | -- |
| 1    | Färjestads BK  | 36 | 21 | 7 | 8  | 154 - 111 | 49 |
| 2    | Södertälje SK  | 36 | 21 | 3 | 12 | 167 - 128 | 45 |
| 3    | HV71           | 36 | 16 | 6 | 14 | 128 - 118 | 38 |
| 4    | Brynäs IF      | 36 | 17 | 4 | 15 | 125 - 119 | 38 |
| 5    | IF Björklöven  | 36 | 15 | 5 | 16 | 150 - 132 | 35 |
| 6    | Luleå HF       | 36 | 15 | 5 | 16 | 135 - 130 | 35 |
| 7    | Leksands IF    | 36 | 14 | 7 | 15 | 118 - 134 | 34 |
| 8    | Djurgårdens IF | 36 | 15 | 3 | 18 | 134 - 158 | 33 |
| 9    | MoDo AIK       | 36 | 12 | 8 | 16 | 134 - 158 | 32 |
| 10   | AIK            | 36 | 8  | 5 | 23 | 100 - 158 | 21 |

## Play off

### Semifinále
- Färjestads BK - Brynäs IF 2:1 (8:4, 2:5, 11:2)
- Södertälje SK - HV71 2:0 (7:3, 5:3)

### Finále
- Färjestads BK - Södertälje SK 3:2 (4:3, 4:5, 3:4, 3:1, 3:2)